# نيسان تيرانو 2
نيسان تيرانو II (بالإنجليزية: Nissan Terrano II)‏ هي سيارة رياضية متعددة الأغراض من صناعة نيسان موتورز أنتجت في 1993 وتوقف إنتاجها في 2006.

## معرض صور

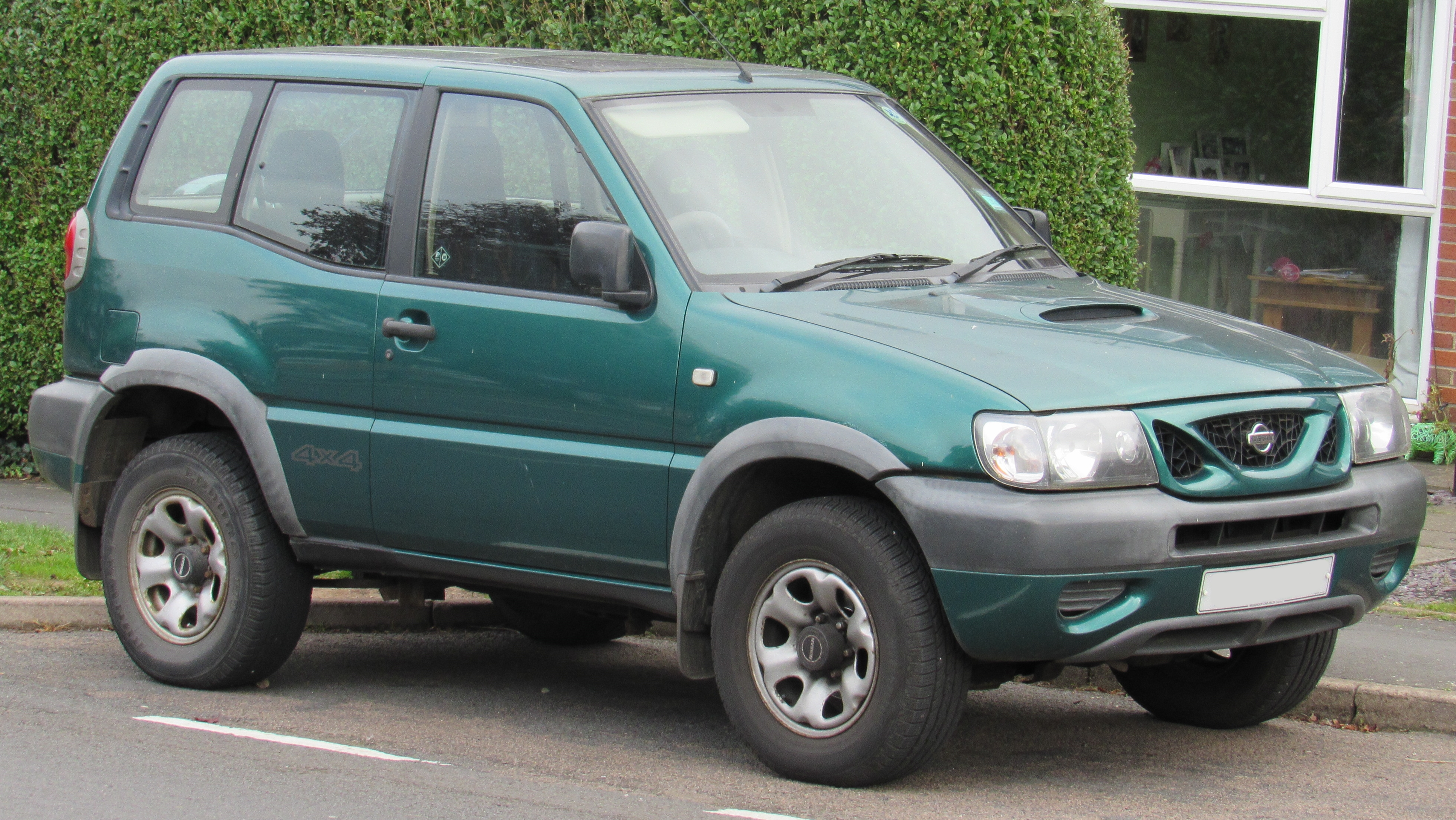
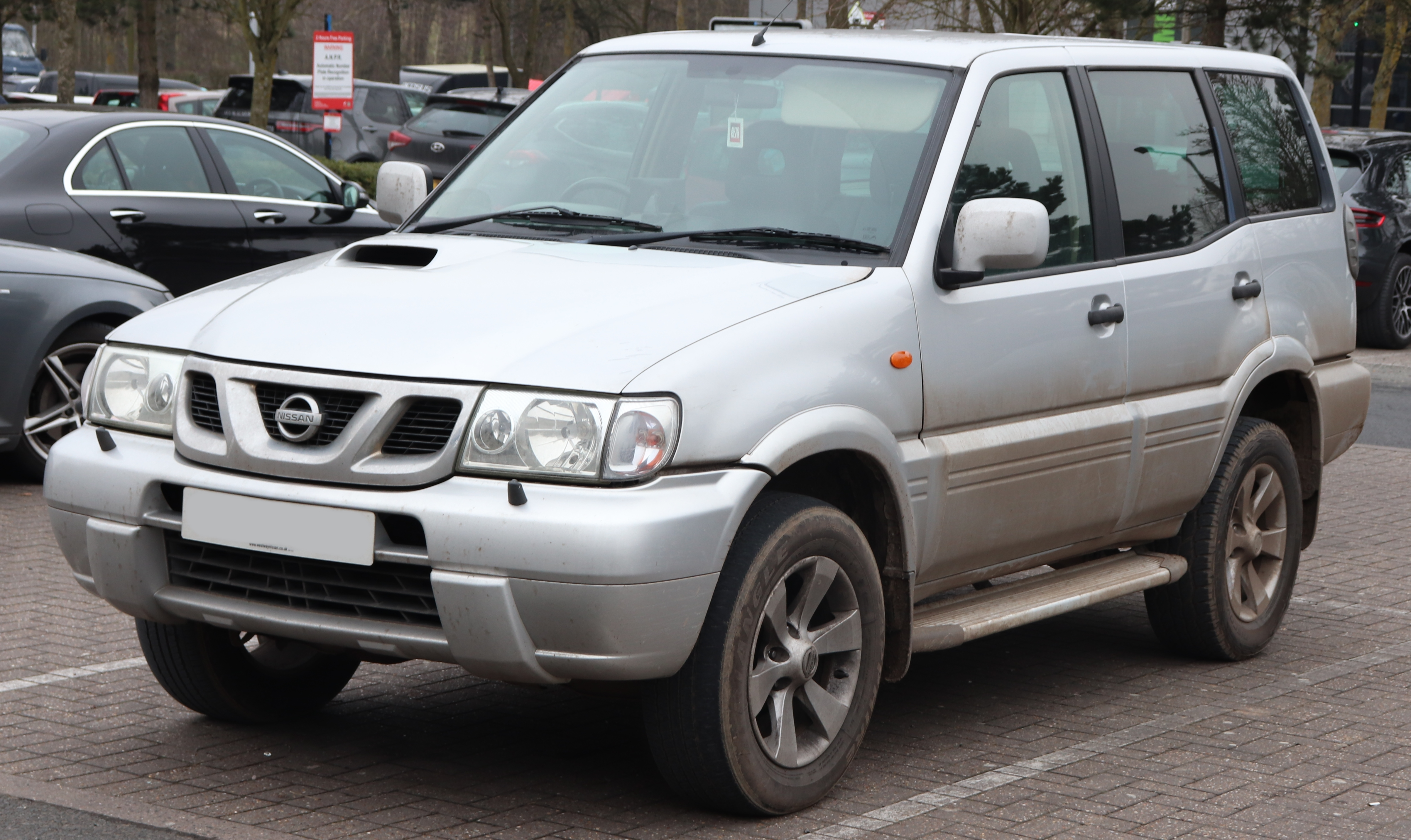
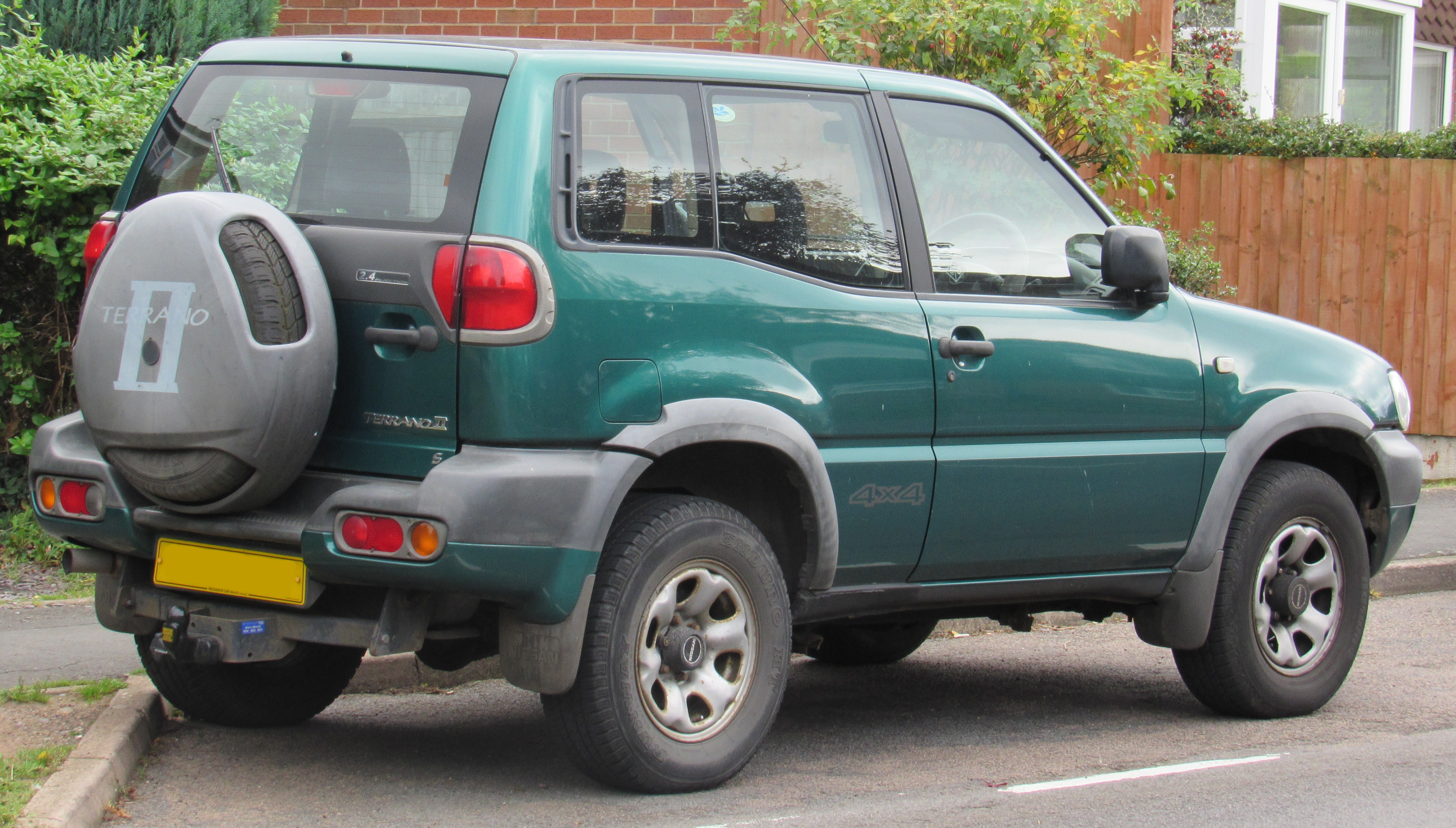
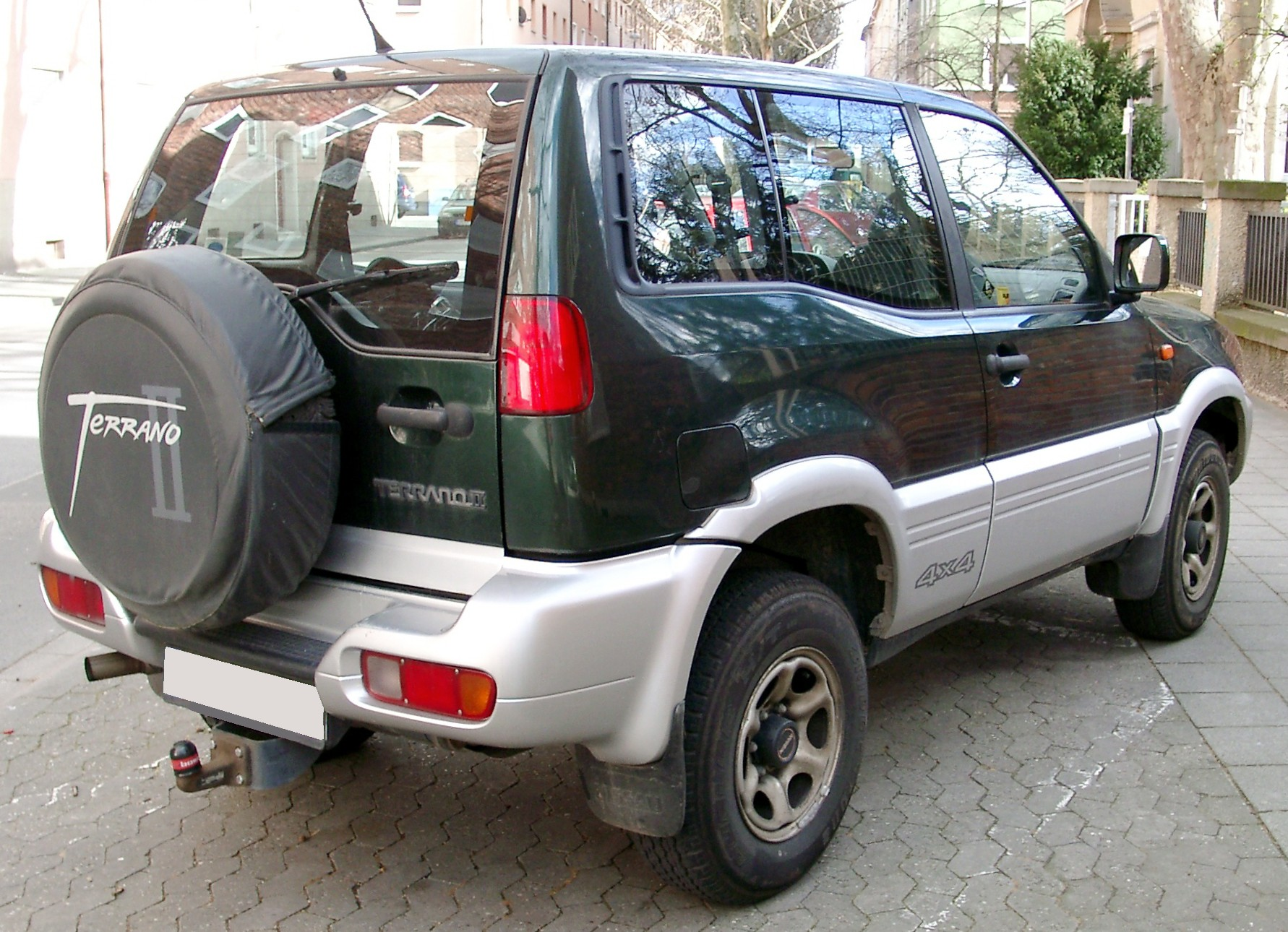